# Remnants of a Deeper Purity
Remnants of a Deeper Purity è il sesto album discografico del gruppo musicale statunitense Black Tape for a Blue Girl, pubblicato nel 1996 dalla Projekt Records.
Nel 2006, in occasione del decimo anniversario della pubblicazione, è stato ripubblicato con l'aggiunta di 9 brani. È generalmente considerato il più rappresentativo del gruppo nonché del genere darkwave.

## Tracce
Tutti i brani sono di Sam Rosenthal.
1. Redefine Pure Faith - 5:19
2. Fin de Siècle - 5:53
3. With My Sorrows - 7:03
4. For You Will Burn Your Wings Upon the Sun - 26:20
5. Wings Tattered, Fallen - 6:24
6. Fitful - 4:56
7. Remnants of a Deeper Purity - 4:36
8. Again, to Drift (for Veronika) - 6:00
9. I Have No More Answers - 10:33

### Edizione del 2006
Nel secondo disco, presente solo nella riedizione del 2006, sono contenute le seguenti tracce, già pubblicate sull'EP With My Sorrow (Amplexus, 1997) o tratte da concerti registrati nel 1996.
1. En la Mar Ay una Torre - 0:59
2. With my Sorrows Part 2 - 13:07
3. With my Sorrows Part 3 - 6:25
4. I Have No More Answers (radio edit) - 3:39
5. Redefine Pure Faith (live) - 4:32
6. Through Sky Blue Rooms (live) - 2:29
7. Remnants of a Deeper Purity (live) - 3:57
8. Across a Thousand Blades ‘96 - 3:55
9. [Ghost track] - 2:05

## Formazione
- Sam Rosenthal - tastiere, pianoforte
- Oscar Herrera - voce
- Lucian Casselman - voce
- Vicki Richards - violino
- Mera Roberts - violoncello